# Réserve naturelle de Søndre Håøya
La réserve naturelle de Søndre Håøya est une réserve naturelle norvégienne qui est située dans la municipalité de Frogn dans le comté d'Akershus.

## Description
La réserve naturelle se situe sur le sud de l'île d'Håøya dans le détroit de Drøbak dans l'Oslofjord intérieur.
Toutes les plantes et tous les animaux sont protégés. Il y a des orignaux et des chevreuils, tandis que la population de lièvres est éteinte en raison de peste de lièvre. La richesse des fleurs est grande, notamment à cause des jardins d'herbes aromatiques créés par St. Mary's Church, Oslo (en) au XVe siècle. Håøya est riche en origan et en fenouil commun à ce jour, grâce à ces jardins d'herbes aromatiques. La pygargue à queue blanche niche dans la partie sud-est de l'île. Elles sont revenues en 2008 après une absence de 126 ans. Il y a 24 espèces d'arbres sur l'île, dont l'if. Il y a plus de 100 espèces de champignons et un endroit populaire pour la cueillette des champignons.

## Galerie

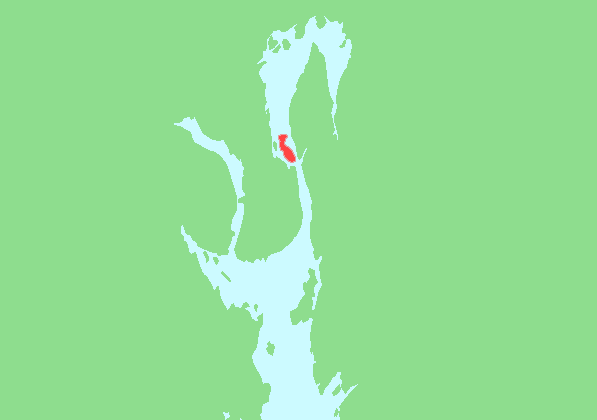
Localisation
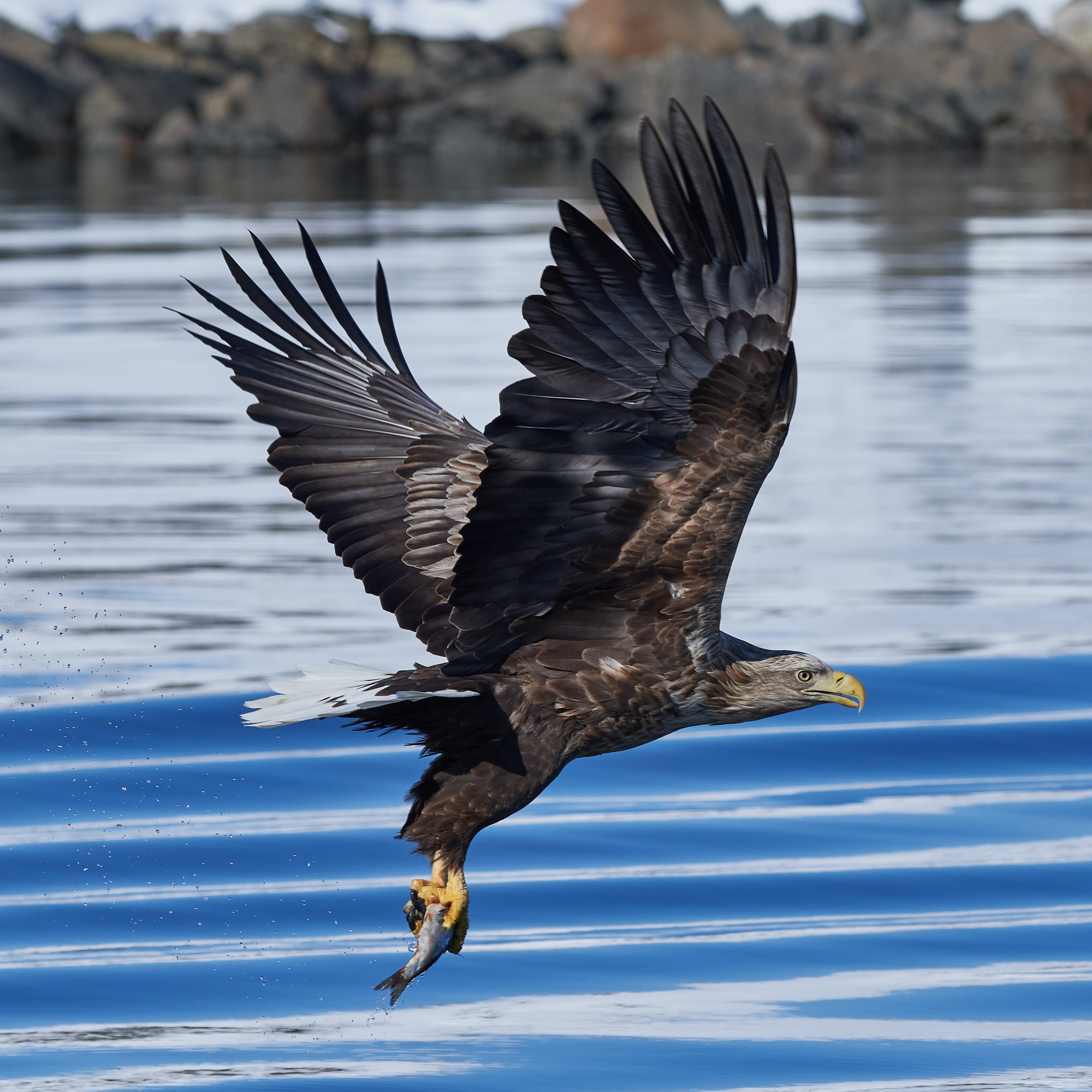
Pygarge à queue blanche